# Музей Великого Севера: Хэнкок
Музей Великого Севера: Хэнкок — музей естественной истории и древних цивилизаций в Ньюкасл-апон-Тайне (Великобритания).
Музей основан в 1884 году и до 2006 года назывался Музеем Хэнкока. После объединения с Музеем древностей Ньюкаслского университета и Музеем Шефтона стал частью общего Музея Великого Севера. Первых посетителей под новым названием принял в мае 2009 года по завершении строительства дополнительных выставочных площадей и ремонта оригинального здания викторианской эпохи. Музей и большая часть его коллекций принадлежат Обществу естественной истории Нортумбрии. Оперативное управление осуществляет Администрация архивов и музеев Тайна и Уира по соглашению с Ньюкаслским университетом.

## Расположения
Музей расположен на территории кампуса Ньюкаслского университета, рядом с Великой северной дорогой, недалеко от моста Баррас. Ближайшая станция метро Тайна и Уира — Хеймаркет, также рядом расположен автовокзал.
Под музеем находится вход в тоннель Виктории, первоначально использовавшийся для транспортировки угля, а во время Второй мировой войны переоборудованный в бомбоубежище.

## История
Коллекцию музея Хэнкока можно проследить в прошлое примерно до 1780 года, когда Мармадюк Танстелл начал собирать этнографические и естествоведческие материалы со всего мира. Он перевёз свою коллекцию из Лондона в Северный Йоркшир. В 1790 году Танстелл умер, а коллекцию приобрел Джордж Аллан из Дарлингтона. В 1823 году она перешла Литературно-философскому обществу Ньюкасл-апон-Тайна. В 1829 году в качестве научного подразделения Литературно-философского общества образовалось Общество естественной истории Нортумберленда, Дарема и Ньюкасла-апон-Тайна (ныне Общество естественной истории Нортумбрии). Среди основателей и первых членов Общества естественной истории были Джошуа Олдер, Олбани Хэнкок, Джон Хэнкок, Прайдокс Джон Селби и Уильям Чепмэн Хьюитсон.
Музей открылся на своем нынешнем месте в 1884 году. К этому времени коллекция Общества естественной истории переросла небольшой музей, расположенный на Вестгейт-роуд, который открылся в 1834 году и требовала нового здания. Крупным благотворителем музея был Уильям Армстронг, который пожертвовал 11 500 фунтов стерлингов. Армстронг также основал Колледж физических наук, который позже стал частью Ньюкаслского университета. Музей был переименован в 1890-х годах в честь местных викторианских натуралистов Олбани и Джона Хэнкока. В 1959 году Общество естественной истории договорилось с Ньюкаслским университетом о передачи здания и коллекции под его управление, а с 1992 года университет заключил контракт с Администрацией музеев Тайна и Уира на обслуживание коллекции.

### Открытие Музея Великого Севера

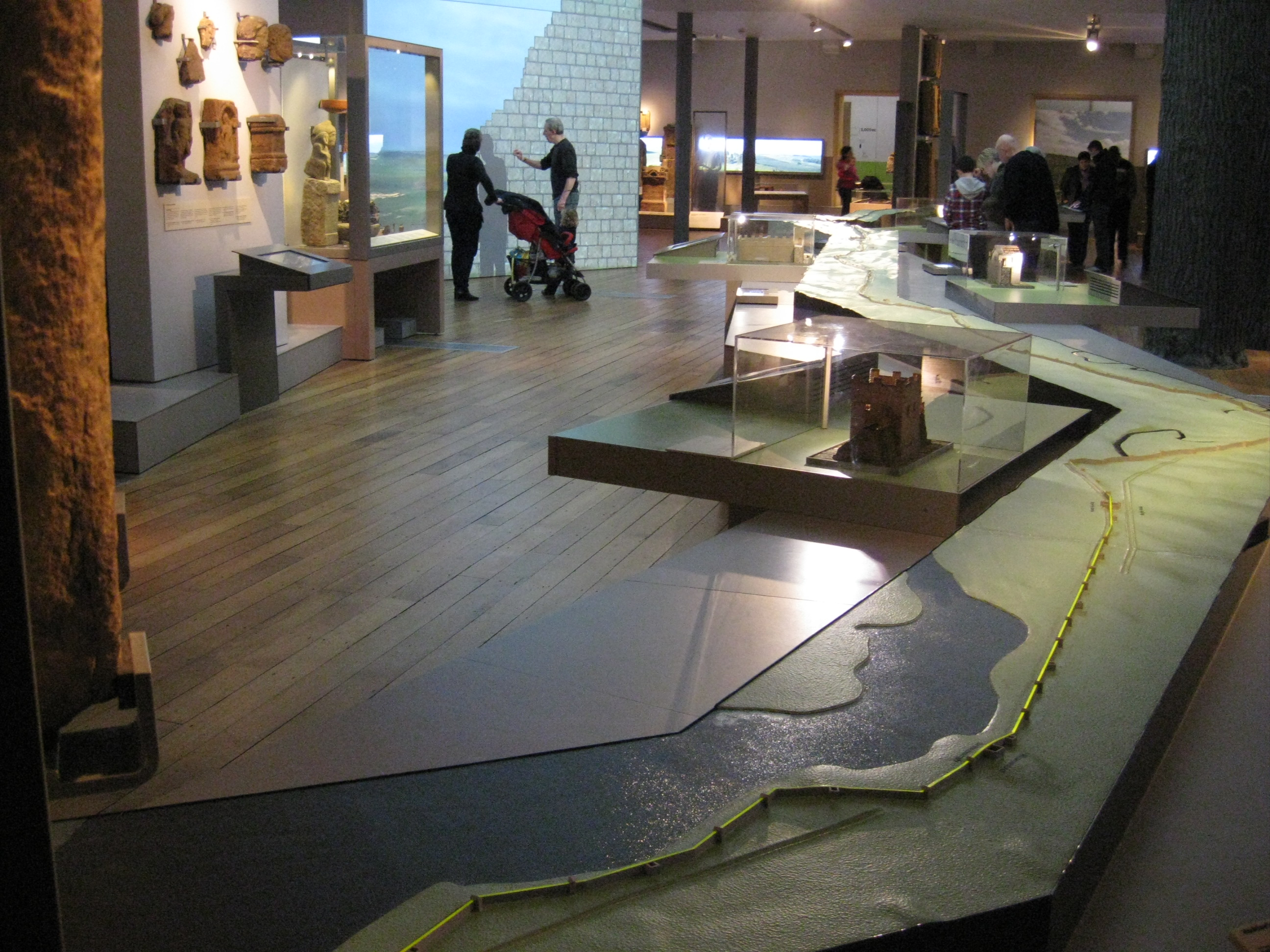
Экспозиция вала Адриана.

Музей Хэнкока был закрыт 23 апреля 2006 года на ремонт. В рамках проекта «Музей Великого Севера» здание было полностью отремонтировано, достроены дополнительные выставочные площади, на работы затрачено 26 миллионов фунтов стерлингов. Создание объединённого Музея Великого Севера стало возможным благодаря партнёрству Ньюкаслского университета с Администрацией музеев Тайна и Уира, городским советом Ньюкасла, Обществом естественной истории Нортумбрии и Обществом антиквариев Ньюкасл-апон-Тайна. Финансирование осуществлялось за счёт Фонда лотереи наследия, TyneWear Partnership, One NorthEast, Европейского фонда регионального развития, Ньюкаслского университета, городского совета Ньюкасла, Департамента культуры, средств массовой информации и спорта, Фонда Вольфсона и Фонда Northern Rock, а также множество других трастовых фондов. За архитектурное сопровождение отвечала компания Terry Farrell and Partners; Терри Фаррелл — уроженец Ньюкасла, окончил Ньюкаслский университет.
Обновлённый музей включает в себя новые экспозиции по естественной истории и геологии, Древнему Египту и Древней Греции, римлянам и валу Адриана, культурам мира и доисторическим временам. Он также включает в себя интерактивную учебную зону, пространство для детей до 5 лет и цифровой планетарий, а также новые учебные помещения, новое пространство для временных выставок и учебный сад. В новом музее представлены не только коллекции Музея Хэнкока, но и университетского Музея древностей и Музея Шефтона. Здание, в котором раньше располагался Музей древностей, позже было снесено. Галерея Хаттона также является частью Музея Великого Севера, но она осталась по прежнему месту размещения в Корпусе изящных искусств Ньюкаслского университета.
Музей Великого Севера вновь открылся 23 мая 2009 года. В августе музей объявил, что превзошел целевое количество посетителей в 300 000 человек в год: число гостей выставок составило более 400 000 человек. 6 ноября 2009 года Елизавета II официально открыла Музей Великого Севера. Количество посетителей за 2009 год составило 600 000 человек.
К августу 2010 года Музей Великого Севера принял миллионного посетителя.

## Коллекция
В постоянную экспозицию музея входят модель африканского слона в натуральную величину, египетская мумия Бакт-эн-Хор (ранее известная как Бакт-хор-Нехт), полноразмерная реплика скелета тираннозавра и чучело Спарки, знаменитого говорящего волнистого попугайчика из Ньюкасла, умершего в 1962 году и ставшего героем оперы Майкла Наймана Sparkie: Cage and Beyond (2009).

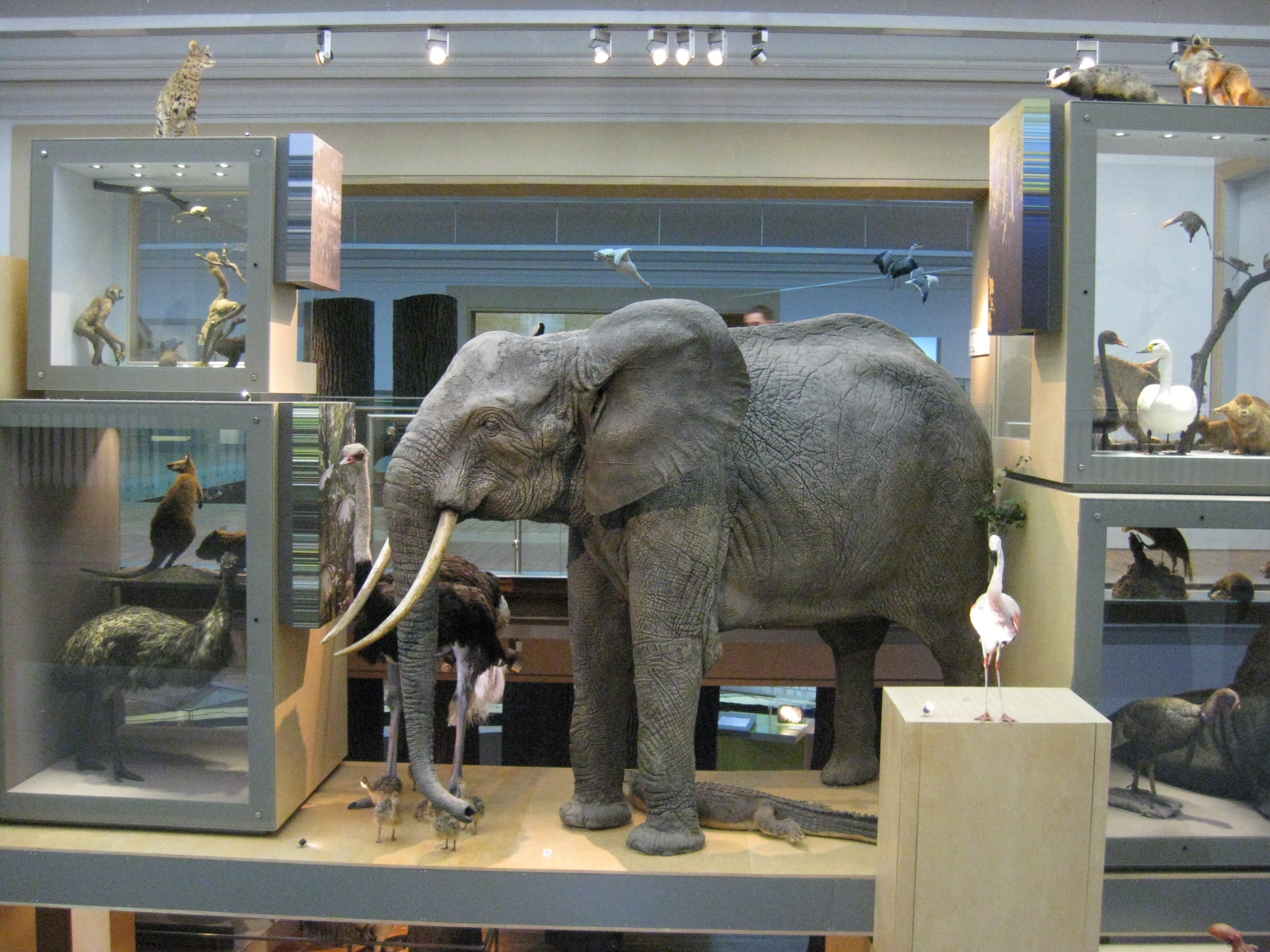
Африканский слон

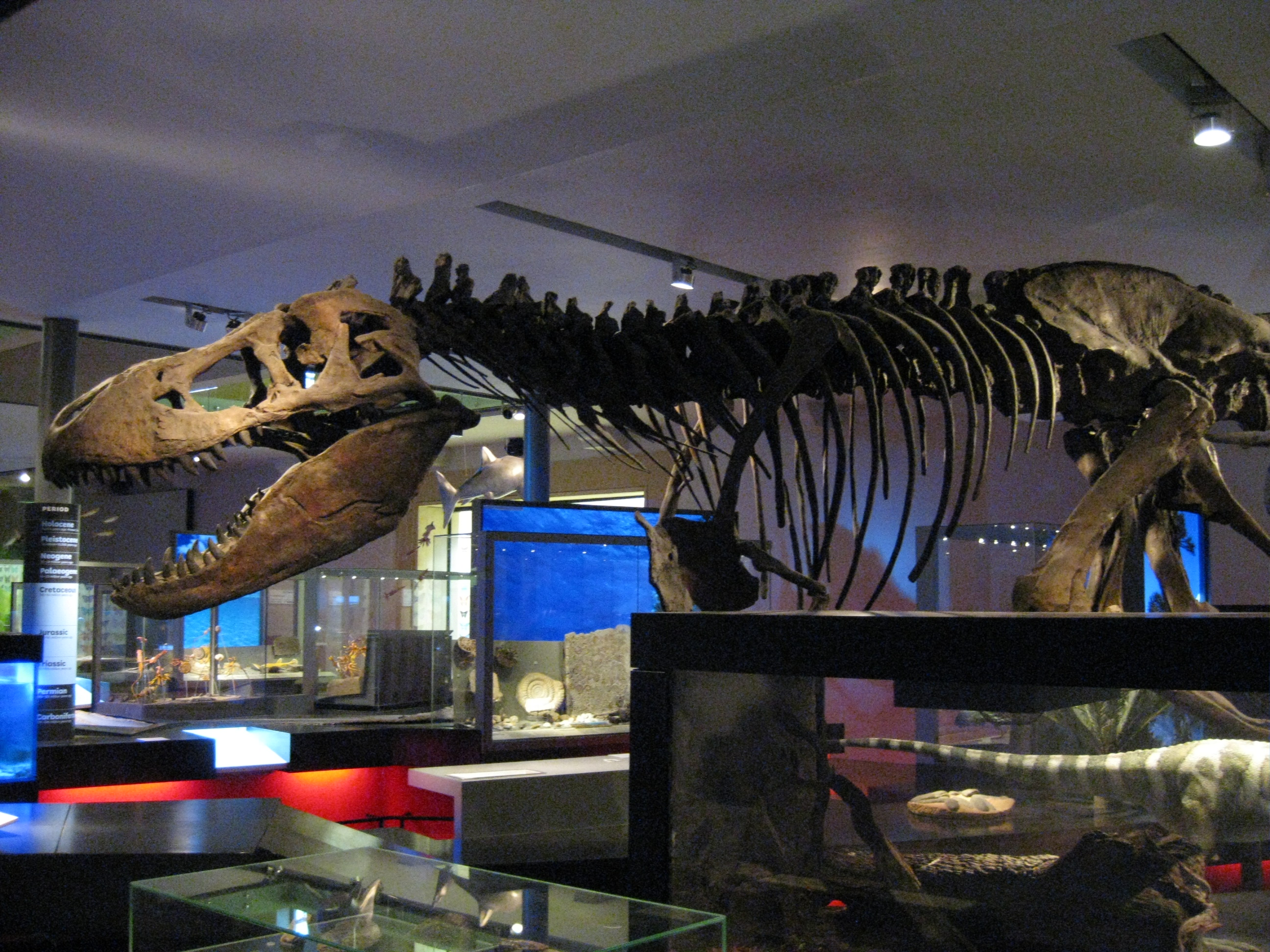
Скелет тираннозавра в зале динозавров

Полноразмерная модель африканского слона была изготовлена в галерее «Живая планета». Модель выполнена компанией Zephyr Wildlife по слепку с чучела настоящего слона из музея в немецком Бонне. Чтобы доставить модель на место экспозиции, пришлось использовать кран компании Bel Lift Trucks. Полноразмерная модель тираннозавра доставлена из Канады, где её изготовила компания Research Casting International. Скелет входит в экспозицию, известной как «Галерея ископаемых историй». из-за своих размеров модель тираннозавра была одной из первых размещена в новом музее. Из более ранних экспонатов интересно чучело «прекрасного быка-бизона», переданное музею в 1908 году манчестерским таксидермистом Гарри Феррисом Бразенором.
Среди других экспозиций — «Вал Адриана», посвящённая жизни римской провинции, существовавшей на севере Англии; «Природная Нортумбрия», посвященная дикой природе северо-востока страны; «Древний Египет», посвященная древним египтянам и представляющая публике две музейные мумии; «От ледникового периода к железному веку», подробно описывающая историю Британских островов за последние 12 000 лет; «Мировые культуры» с артефактами культур всего мира; «Коллекция Шефтона», включающая одно из самых подробных собраний греческих артефактов в Великобритании, и экспозиция «Исследуйте», предлагающая посетителям получить практический опыт, в том числе в ходе регулярных интерактивных сеансов.
Ранее в музее существовал зал с живыми животными, однако к 2022 году эта экспозиция закрыта. В здании также имеется конференц-зал для корпоративных мероприятий и полностью оборудованный учебный комплекс для школьных экскурсий.
В 2010 году музей вошел в «длинный список» Премии Художественного фонда для музеев и галерей.

## Библиотека
Библиотека Музея Великого Севера открыта для публики и расположена на втором этаже здания. Здесь хранятся три коллекции: библиотека и архив Общества естественной истории Нортумбрии, библиотека Общества антиквариев Ньюкасл-апон-Тайна и библиотека Коуэна Ньюкаслского университета.

## Руководство
- Энтони Майкл Тайнан, куратор с 1958 по 1992 год[19][20]
- Альберт Джордж Лонг, заместитель куратора с 1966 по 1980 год[21]